# The Greenhornes
The Greenhornes sono un gruppo garage rock statunitense formatosi nel 1998 a Cincinnati.

## Storia del gruppo
I Greenhornes diedero il via alla loro carriera nel piccolo centro di Dearborn County (Indiana), non lontano da Cincinnati, come una semplice high school band chiamata Us and Them, nella quale realizzarono un nastro autoprodotto contenente quattro brani. Della band faceva inizialmente parte anche il chitarrista Brian Olive, che la abbandonò per dedicarsi al gruppo Soledad Brothers di Toledo. I Greenhornes debuttarono nel 1998 realizzando un singolo per la Deary Me Records. L'anno seguente realizzarono il loro primo album, Gun for You, cui seguì nel 2001 un LP intitolato soltanto col nome del gruppo. Nel 2002 fu la volta di Dual Mono, realizzato dopo l'abbandono di Olive e del tastierista Jared McKinney, grazie alla collaborazione del chitarrista e cantante Eric Stein. Tuttavia, già nel 2003 la band si ridusse agli attuali componenti, in tempo per realizzare, nel 2005, l'EP East Grand Blues per la V2 Records del cantautore Brendan Benson. L'album fu presto seguito dalla compilation Sewed Soles, creata per lanciare il gruppo sul mercato europeo prima dell'imminente tour come spalla del duo White Stripes di Detroit.

## Collaborazioni esterne
I Greenhornes sono gli autori, con la cantautrice inglese Holly Golightly, di There Is an End, tema conduttore del film di Jim Jarmusch Broken Flowers. Lawrence e Keeler hanno inoltre collaborato con Jack White dei White Stripes nel supergruppo dei The Raconteurs e nel gruppo dei Do-Whaters formata da White stesso per supportare l'artista country Loretta Lynn nella registrazione del suo Van Lear Rose (vincitore nel 2004 di un Grammy). La band ha lavorato anche con Karen O (Yeah Yeah Yeahs) e Kim Deal (Pixies), nonché, come accennato prima, in qualità di supporter nel recente tour europeo dei White Stripes.

## Formazione
- Craig Fox - chitarra, voce
- Jack Lawrence - basso
- Patrick Keeler - batteria

## Ex componenti
- Brian Olive - chitarra, voce
- Jared McKinney - tastiere

## Discografia
Album in studio
- Gun For You (1999)
- The Greenhornes (2001)
- Dual Mono (2002)
- Four Stars (2010)

EP
- East Grand Blues EP (2005)

Compilation
- Sewed Soles (2005)